# Klonoa: Door to Phantomile
Klonoa: Door to Phantomile (風のクロノア Door to Phantomile?, Kaze no Kuronoa Door to Phantomile, lett. "Klonoa del Vento: La porta per Phantomile") è un videogioco sviluppato e prodotto dalla Namco per Sony PlayStation. È uscito nel 1997 in Giappone e nel 1998 per il Nord America e per le regioni PAL. La storia del gioco ha al centro una creatura antropomorfa chiamata Klonoa ed uno "spirito" incapsulato in un anello, Huepow.
È il primo titolo della serie Klonoa in cui appare il personaggio sopracitato; in seguito, ha avuto un seguito, Klonoa 2: Lunatea's Veil, e altri cinque spin-off correlati, e poi un remake per la Nintendo Wii uscito prima in Giappone il 4 dicembre 2008 e dopo nel resto del mondo nel 2009.
Dal 19 settembre 2012 è possibile scaricarlo su PlayStation 3 e PlayStation Portable tramite PlayStation Network, ma solo in lingua inglese.

## Trama
La storia inizia con la leggenda della terra di Phantomille, un luogo misterioso che è alimentato dai molti sogni che la gente ha la notte. Di conseguenza nessuno può ricordare chiaramente i sogni che ha avuto, anche se sono stati molto recenti. Comunque un giovane ragazzo assomigliante ad un gatto con lunghe orecchie chiamato Klonoa, che vive a Brezza Vento, il Villaggio Eolo, insieme a suo nonno, ha un sogno riguardo ad un misterioso dirigibile scuro che si schianta contro la cima del picco campana e riesce a ricordare ogni dettaglio di esso.
Un giorno tale sogno si realizza e Klonoa col suo amico, uno "spirito dell'anello" chiamato Huepow, decide di investigare sulla faccenda. Dopo aver combattuto delle piccole creature rotonde chiamate Moos, i due raggiungono la cima del picco campana trovando due individui misteriosi. Scoprono che i due sono il malvagio Ghadius e il suo complice Joka, un clown sinistro, e insieme sono alla ricerca del leggendario Pendaglio che ha delle proprietà magiche. Loro rapiscono la cantante Diva Lephise e, dopo esser ritornati al villaggio, Klonoa e Huepow decidono di inseguirli.
Il viaggio li porterà nella foresta di Forlock, dove sperano di avere più informazioni inerenti al medaglione grazie ad un saggio, detta "Nonna". Qui scoprono però che il fiume che porta da lei ha smesso di scorrere poiché nel regno dell'acqua Brocca è successo qualcosa di grave; siccome senza acqua Klonoa e Huepow non possono proseguire, decidono di vedere cosa succede a Brocca. Una volta giunti a destinazione i due amici scoprono il problema: Re Seadoph, sovrano di Brocca, è stato posseduto da Ghadius e la cascata ha iniziato a scorrere al contrario. Klonoa e Huepow salvano un pesce, Karal, che chiederà loro di salvare Pamela, la madre, posseduta anch'essa da Ghadius. I nostri eroi riescono nell'impresa e l'acqua torna a scorrere a Forlock; il viaggio può continuare.
Arrivati da Nonna li attende però una brutta sorpresa: Joka è infatti arrivato prima di loro e sta interrogando la Nonna per avere più informazioni sul Pendaglio, ma quest'ultima si rifiuta di rispondergli. Accortosi dell'arivo di Klonoa, Joka scappa, non senza prima scatenare contro i due un mostro simile ad un incrocio tra un grosso seme e una pianta carnivora. Sconfitto il mostro e liberato l'ostaggio, Nonna si confida con Klonoa, ma alla fine chiede dove sia il pendente; Klonoa risponde che si trova al sicuro nella casa sua e del nonno: proprio in quel momento appare Joka spiegando che non era scappato, ma si era nascosto per spiarli, e sarebbe partito per rubare il medaglione lunare a casa del nonno. Klonoa e Huepow non possono permettere che succeda qualcosa di male al nonno del primo, e decidono quindi di seguire Joka. I due arrivano appena in tempo grazie ad una scorciatoia per vedere Joka che, utilizzando una specie di elicottero, distrugge la casa di Klonoa, rubando il medaglione e uccidendo il nonno. Klonoa, nonostante soffra molto, decide che la sua missione è troppo importante, e parte, insieme ad Huepow, all'inseguimento di Joka.
Allora Pamela lo porta a Coronia, il tempio del Sole, dove Klonoa scopre il malvagio piano di Ghadius, cioè usare il potere del Regno Lunare per far cadere il mondo nell'incubo e vendicarsi di quelle persone che l'avevano costretto a rimanere sopito per 3000 anni. Klonoa ingaggia poi un violento duello con Joka, sconfiggendolo; questo però non è sufficiente e il sigillo si rompe ugualmente, liberando il regno lunare Crescione (Cress) dalla sua prigione sotterranea. Quindi Pamela trasporterà Klonoa e Huepow lì.
Arrivato a Crescione, Klonoa scopre che Huepow è in realtà il principe di quel regno e che conosce un oscuro segreto che non ti può ancora rivelare, ma Klonoa, convinto che Huepow lo stia facendo per un buon motivo, non se ne preoccupa, e i due continuano ad inseguire Ghadius. Arrivati da lui Klonoa e Huepow scoprono che il suo piano, quello di risvegliare Phantomile è quasi ultimato. Inizia così la battaglia finale tra Ghadius e Klonoa, che vede Klonoa vincitore. A questo punto il pericolo sembra scampato, ma ecco ad un tratto che ciò che resta di Ghadius si rialza e dona le sue ultime energie all'uovo dove è rinchiuso Nahatomb, che si schiude rivelando la malvagità in esso contenuta. Inizia così la vera battaglia finale, che Klonoa vincerà solo grazie ai rappresentanti dei vari regni che Klonoa ha attraversato.
Sconfitto quest'ultimo nemico e liberata Diva Lephise, tutto sembra tornato alla normalità e Klonoa è ansioso di poter tornare a giocare col suo miglior amico, Huepow. Questi, però, gli confessa il segreto che gli aveva accennato: Klonoa non appartiene realmente a quel mondo ed è stato trasportato lì da Huepow che necessitava del suo aiuto per sconfiggere Ghadius e non appena Diva Lephise inizierà a cantare l'inno della rinascita, lui verrà trasportato nel suo mondo; Klonoa si mostra incredulo, ma proprio in quel momento Lephise inizia il suo canto, facendo aprire un vortice che tenta di risucchiare Klonoa, Huepow si attacca però all'anello, tentando di tenere il suo amico con lui, cosa che però non gli riesce: infatti Klonoa viene risucchiato nel vortice e spedito chissà dove (si scoprirà poi in: "Moonlight Museum" dove lo ha trasportato il portale). A questo punto Huepow, in aspetto umano, si ritrova solo vicino a dei fiori che però riprendono magicamente vita, facendolo leggermente rallegrare, nonostante la scomparsa dell'amico.

## Modalità di gioco
Klonoa: Door to Phantomile combina elementi standard dei videogiochi a scorrimento con miglioramenti del gameplay unici per il periodo in cui ne fu realizzato. Gli sfondi tridimensionali non possono essere attraversati e Klonoa è costretto a muoversi solo da sinistra a destra in primo piano. Il giocatore sconfigge i nemici usando la speciale arma di Klonoa chiamata "Wind Bullet" (proiettile di vento), un dispositivo che assomiglia ad un anello che può sparare una piccola raffica di vento in avanti. Quando questo "proiettile" colpisce un nemico, lo attrae sulle braccia di Klonoa, permettendogli di sollevarli sopra la sua testa. Da questa posizione Klonoa può lanciarli in avanti, togliendo da mezzo ogni altro nemico che colpiscono, o può usarli per eseguire un doppio salto che permette a Klonoa di raggiungere luoghi che normalmente non potrebbe raggiungere. Lui può anche lanciare i nemici contro "uova" speciali che possono essere visti volando intorno certe aree. Facendo ciò l'uovo si romperà mostrando all'interno alcune cose come diamanti, vite extra o strumenti chiave necessari per avanzare. Inoltre, tenendo premuto il tasto del salto, Klonoa può volare a mezz'aria per un breve periodo sbattendo le sue grandi orecchie, aumentando nel processo l'altezza del suo salto.
Klonoa deve correre, saltare o risolvere vari puzzle per superare i livelli del gioco, chiamati "visioni". Si passa poi da vari luoghi fantastici, che lo fanno diventare il classico platform game. Alcuni elementi naturali come piccoli tornado localizzati e trampolini possono essere usati per lanciare Klonoa in alto o in avanti e lui deve usare questi per poter superare certi ostacoli. Ogni visione ha inoltre un certo numero di Phantomilliani (gli abitanti di Phantomile) che sono perduti e devono essere ritrovati. Trovandoli tutti verranno messi a disposizione dei livelli speciali bonus dopo che il giocatore ha completato il gioco.

## Luoghi
- Brezza Vento, il villaggio Eolo - Un villaggio che ospita l'eroe felice Klonoa e suo nonno. Esso si trova da qualche parte sopra le colline su cui si trova l'antico tempio del regno del vento. In questo villaggio si trova anche la campana del vento in cui è nascosto il leggendario Pendaglio, il Mulino che è la fonte del potere dello spirito del vento, e la torre di Balues che non è visibile fino a quando non si sblocca attraverso il superamento di certi livelli.
- Forlock, il villaggio Albero - Un antico villaggio di legno strutturato come un gigantesco albero, che ospita varie persone albero tra cui la "Nonna" che conosce numerose leggende, miti e storie antiche. La sua casa è collocata sulla sua cima che è una grande villa di macchinari, tra cui una gigante ruota che serve a farla funzionare.
- Brocca, il regno acqua - Un grande regno di acqua collegato a Forlock ed è la fonte di tutta l'acqua. Nel regno si trova anche il castello, dove abitano il re Seadoph e la sua serva pesce Pamela con suo figlio Karal. Klonoa l'incontrerà durante la 2.1 visione in cui Klonoa deve aiutare Karal a liberarsi da un incantesimo malefico lanciato da Joka su Pamela e Seadoph.
- Coronia, tempio del Sole - Si trova collocata in cielo, molto sopra la terra. Qui vivono sacerdoti a guardia del Tempio, fra cui la Gran Sacerdotessa Moira. Quando Klonoa arriva qui deve avventurarsi per il tempio e combattere Joka che cerca di fermare l'eroe. Dopo questa battaglia il Pendaglio viene piazzato sull'altare per far ricomparire il Regno Lunare.
- Crescione, il Regno Lunare - Questo leggendario regno è la casa di Huepow, sua madre e della Diva Lephise. Esso è protagonista di numerose storie ed è molto bello; durante l'attacco di Ghadius è caduto sotto il suo controllo ed è stato costretto a conservare l'uovo dell'incubo Nahatomb.

## Personaggi
- Klonoa - Il protagonista della storia che è sotto il controllo del giocatore. Una felice creatura somigliante a un gatto che vive a Brezza Vento, il villaggio Eolo. È conosciuto per le sue lunghe orecchie e il cappello blu con il simbolo di Pac-Man. Passa le sue giornate correndo sempre per i campi col suo amico d'infanzia, Huepow. Klonoa viaggia con lui per fermare il malvagio Ghadius dal prendere possesso del leggendario Pendaglio. Egli ha a disposizione numerose tecniche e abilità che gli permettono di sconfiggere i nemici, come ad esempio il Tornado Attack e il Thunder Hurricane. Inoltre con il "Wind Bullet" può usare i suoi nemici come armi. I suoi doppiatori sono Kumiko Watanabe per l'originale giapponese, Donatella Fanfani in italiano nella versione Wii, e da Eric Stitt doppiatore inglese anch'esso nella versione Wii (sebbene però doveva doppiarlo Amy Palant).
- Huepow - Chiamato Hewpoe nel remake, è migliore amico di Klonoa che somiglia ad una sfera blu rotante con una faccia. È uno spirito che vive in un anello che cadde un giorno dal cielo. Lui normalmente sta dentro di esso ed aiuta Klonoa ad usare il potere del vento. Huepow inoltre esce periodicamente dall'anello per dare alcuni consigli a Klonoa.
- Ghadius - Uno spirito oscuro che si è risvegliato dal suo lungo sonno. Il suo imprigionamento nel sonno era una punizione decida dagli Spiriti ed è durato 3000 anni, e adesso cerca vendetta. Ghadius progetta di trasformare Phantomile in un mondo di incubi. Lui controlla il mondo delle tenebre e ha l'abilità di deformare lo spazio. È aiutato dal suo assistente fannullone, ma spinto da buone intenzioni, Joka.
- Joka - Rinominato Joker nel remake è il fedele servo di Ghadius che cerca semplicemente di accontentarlo. Tutto ciò che vuole è essere rispettato da Ghadius. Qualcosa di lui ancora non gli sembra essere giusta. Lui può sfruttare un po' i poteri dell'oscurità. Rudo e dalla forte voce, cerca di rendere difficile la vita di Klonoa per impedirgli di raggiungere il suo maestro.
- Diva Lephise - Detta Lefisa nell'adattamento in italiano, è leggendaria diva che può cantare l'inno della rinascita per riportare la vita al mondo. Lei è inseguita da Ghadius, il re delle tenebre, che vuole corrompere i suoi poteri.
- Balue - Balue lavorava un tempo nella Miniera Gunston. Lui crede nella leggenda della Diva Lephise. Lui dice che il suo ultimo desiderio sarebbe andare sul Regno Lunare, dove lei vive. È un romantico senza speranza.
- Seadoph - È il re di Brocca, il regno acqua. Ha come servo un pesce magico chiamato Pamela. Viene posseudto da Ghadius con Pamela e gli viene ordinato di sbarazzarsi di Klonoa e Huepow. Una volta che i due li sconfiggono, questi ultimi ritornano normali e aiutano Klonoa nel suo viaggio.
- Pamela - È un pesce magico e il servo di Seadoph. Viene posseduta da Ghadius insieme a Seadoph per sbarazzarsi di Klonoa e Huepow. Durante la Visione 5-1 Pamela traghetta volando Klonoa e Huepow al tempio del Sole. Inoltre lei trasporta Klonoa e Huepow anche sul Regno Lunare.
- Karal - È il figlio di Pamela. Quando Klonoa lo incontra la prima volta, è rinchiuso in una gabbia. Tramite un semplice interruttore, Klonoa riesce a salvarlo. Questi quindi porta lui e Huepow al palazzo del mare, dopo avergli chiesto di salvare Pamela.
- Solare e Sole -  Sono due residenti di Coronia, il tempio del Sole. Il primo è il prete di tale tempio prete, dal carattere gentile ed educato, mentre il secondo ha sempre un'aria arrabbiata ed è un po' maleducato.

## Sviluppo
Klonoa: Door to Phantomile è stato diretto da Hideo Yoshizawa come suo decimo progetto. Il gioco nasce da un progetto da lui proposto, che il quale consisteva in una storia molto seria incentrata su dei robot e alcune "antiche rovine", ma fu ben presto abbandonato e si optò per una storia meno seria, inoltre, Yoshizawa, scontento del fatto che molti giochi davano poca importanza alla storia; volle creare un gioco molto "cinematografico". Tsuyoshi Kobayashi, progettista principale, creò poi il gameplay di Door to Phantomile, sviluppando l'idea di un gioco d'azione veloce in cui il personaggio poteva sia muoversi ed essere attaccato dal nemico che usarlo a suo vantaggio.
Klonoa e altri personaggi furono disegnati da Yoshihiko Arai. Il primo disegno di Arai aveva un aspetto simile a un'ombra, ma egli ritenne che la mancanza di colore non sembrava di buon gusto, e lasciò perdere il progetto. Il seguente design di Klonoa prevedeva invece grossi occhi da gatto e lunghe "orecchie" perché Arai era convinto che, quando si incontra una persona per la prima volta, le caratteristiche che colpiscono immediatamente sono gli occhi e la silhouette. Furono poi aggiunti un gran cappello e il collare per dargli un'aria energica e infantile. Questo design fu apprezzato e usato per Klonoa. Altra caratteristica del design di Klonoa è il Pac-Man sempre presente sul suo berretto.
Namco pensò che il gioco sarebbe stato apprezzato da un vasto pubblico; pensando che lo stile di gioco avventuroso sarebbe piaciuto ai bambini e i colpi di scena della trama agli adulti. Yoshizawa progettò il racconto usando i sogni come un concetto importante - "Mi ha colpito l'idea che, a volte, quando ti svegli la mattina sai che hai sognato, ma non riesci a ricordarti cosa fosse, ovviamente il sogno è andato da qualche parte, almeno a mio modo di pensare. Ho pensato, chissà dove vanno questi sogni. E se tutti questi sogni che si perdono quando ci svegliamo, ma non riusciamo a ricordare, fossero trasportati e raccolti da qualche parte come una sorta di energia?"
Egli concepì allora i personaggi e il mondo di Phantomile con elementi che credeva potessero trovarsi nei sogni di chiunque, progettando alcune cose come sogni piacevoli e altre come incubi: "Abbiamo provato a immaginare un mondo dei sogni creato dai sogni e dalle esperienze delle persone".

### Promozione, pubblicazione e merchandise
Klonoa: Door to Phantomile fu rivelato al pubblico per la prima volta all'E3 del 1997 con un trailer. Namco dichiarò che il target del gioco era di pubblico giovane, sperando che l'aspetto da cartone animato di Klonoa fosse piacevole per i bambini. Il gioco è stato poi presentato al Tokyo Game Show 1997, con anche una demo e un attore travestito come Klonoa. Il titolo fu pubblicato da Namco in Giappone l'11 dicembre 1997 per essere poi pubblicato in Nord America dalla Namco Hometek nel marzo 1998. Infine è stato pubblicato da Sony Computer Entertainment Europe in zone della regione PAL (cioè in Europa) il 5 giugno 1998.
Due guide ufficiali furono pubblicate nel febbraio 1998. La prima guida, prodotta da ASCII e pubblicato da Aspect Co., Ltd., comprendeva diciotto pagine di informazioni sullo sviluppo del gioco. La seconda guida fu pubblicata da Shogakukan e comprendeva interviste agli autori principali, disegni esclusivi e una T-shirt. Un manga fu pubblicato da Enix il 27 marzo 1998 come parte della 4koma Manga Theater, una serie yonkoma attualmente pubblicata da Square Enix. Illustrato da otto artisti, il manga rappresentava Klonoa, Huepow, Balue e Diva Lephise incontrare varie creature e antagonisti come Joka (ribattezzato "Joker" nella versione Wii) e Ghadius.

## Colonna sonora
La colonna sonora di Klonoa: Door to Phantomile è stata composta dalla Namco. È stata pubblicata in Giappone da Nippon Crown il 21 gennaio 1998. Si componeva di sessantotto brani divisi in due dischi, e comprendeva inoltre tre serie di adesivi. Nippon Crown voleva che la colonna sonora di Door to Phantomile contenesse solo le musiche più riconoscibili, in quanto tutte le canzoni avrebbero occupato più di un solo disco, ma il selettore Koichiro Shigeno non volle escludere pezzi. Shigeno si recò personalmente agli uffici della Nippon Crown per cercare di arrivare ad un compromesso. Così l'uscita della colonna sonora venne rinviata per poter introdurre due dischi con tutte le canzoni del gioco.

## Accoglienza
GameSpot ha definito la longevità di Door to Phantomile troppo corta anche se il critico ha notato che il problema della longevità era facilmente trascurabile davanti alla bellezza del gioco, definito da lui uno dei migliori giochi a scorrimento.

## Film
Il 28 ottobre 2016 venne confermato da Rob Pereyda tramite Twitter che sarebbe stato prodotto un lungometraggio anime, il quale avrebbe fatto da adattamento alla trama del videogioco. Lo studio di animazione Hensin Inc. doveva occuparsi della sua produzione ma ad inizio gennaio 2019 venne confermata la sua cancellazione.